# San Jacinto (Masbate)
San Jacinto ist eine philippinische Stadtgemeinde in der Provinz Masbate. Sie hat 30.372 Einwohner (Zensus 1. August 2015).

## Baranggays
San Jacinto ist politisch in 21 Baranggays unterteilt.
| - Almiñe - Bagacay - Bagahanglad - Bartolabac - Burgos - Calipat-An - Danao | - Dorong-an Daplian - Interior - Jagna-an - Luna - Mabini - Piña - District I (Pob.) | - District II (Pob.) - District III (Pob.) - District IV (Pob.) - Roosevelt - San Isidro - Santa Rosa - Washington |